# Mujezinzade Ali-paša
Mujezinzade Ali-paša (turski. Müezzinzade Ali Paşa; ? – 7. listopada 1571.) turski veliki admiral flote – kapudan-paša. 
Ratovao je oko Cipra 1570. i 1571. gdje je brodskim desantom doprinio padu Nikozije (Nicosia – Levkozija, Leukosía), a blokadom Cipra olakšao je opsadu Famaguste (Ammóchostosa). Zatim je napao otoke pod vlašću Mletačke Republike Kandiju (Candia, Kriti), Zante (Zakintos, Zakynthos) i Kefaloniju.
Po naredbi sultana Selima II. (Selīm) krenuo je u srpnju 1571. s 250 galija u rat protiv Svete lige. No umjesto da je napadao mletačku flotu u malim skupinama i tako joj onemogućio koncentraciju i susret sa saveznicima, on se odlučio na pljačkaške napade po istočnoj obali Jadrana, pri čemu je između 9. i 16. kolovoza bezuspješno opsjedao Kotor s mora i s kopna. Na informaciju o koncentraciji kršćanske flote, napustio je Jadran, opljačkavši usput Krf. S flotom je otplovio prema Patraskom i Korintskom zaljevu, te je tijekom Lepantske bitke, poginuo je na zapovjednoj galiji, Sultana.